# Vilica (anatomija)
Vilica je čeljusna kost u koju su usađeni zubi. Čini ju gornja i donja čeljust, jedini pomični dio lubanje.

## Poteškoće
U temporomandibularni poremećaj spadaju bol temporomandibularnog zgloba, odnosno zglobne vilice kao i s mišićima lica zaduženim za žvakanje. Uzroci TMP-a najčešće su tjelesna povreda vilice, mišični grč, nepravilan raspored zubiju te artritis ili tumor viličnog zgloba.